# المحقق (فلم 1985)
المحقق (بالفرنسية: Détective) فيلم دراما، وكوميديا، وجريمة فرنسي لعام 1985 من إخراج جان لوك جودار، وبطولة المغني الفرنسي جوني هاليداي، ولوران تيرزيف، وجان بيير لود، وآلان كوني. يروي الفيلم قصة اثنين من المحققين يحققون في جريمة قتل عمرها عامين. صدر الفيلم في 10 مايو 1985 في فرنسا، و23 أغسطس من نفس العام في الولايات المتحدة.
شارك الفيلم في منافسة عام 1985 في مهرجان كان السينمائي.

## طاقم التمثيل
- لوران ترزييف: في دور ويليام بروسبيرو.
- أوريلي دوازان: في دور آريل.
- جان بيير لود: في دور مفتش نيفو.
- ناتالي باي: في دور فرانسواز شنال.
- كلود براسور: في دور إميل شنال.
- جوني هاليداي: في دور جيم فوكس وارنر.[6]
- إيمانويل سينير: في دور أميرة جزر البهاما.
- جولي ديلبي: في دور فتاة حكيمة.
- آلان كوني: في دور مافيوسو القديم.
- يوجين بيرثير: في دور مدير مسن.
- ستيفان فيرارا: في دور تايجر جونز.
- الكسندرا جاريجو: في دور الابنة الصغيرة.
- بيير بيرتين: في دور الابن الصغير.
- كزافييه سان ماكاري: في دور محاسب.[7]

## ملخص أحداث الفيلم
تدور أحداث الفيلم بالكامل في أماكن داخل وحول فندق كبير. اعتاد بروسبيرو أن يكون المحقق الخاص بالفندق، لكنه طُرد قبل عامين عندما فشل في معرفة القاتل في حادثة قتل أحد نزلاء الفندق يعرف باسم الأمير. يبقى بروسبيرو في الفندق وهو يتجول في قاعات الفندق الرائع: الفندق الجميل والفاخر والفخم الذي يحمل هالة من الغموض، مصممًا على حل القضية، بمساعدة ابن أخيه، المفتش نيفو، وصديقته أرييل. يظهر إيميل منظم مباريات الملاكمة في الفندق لتسوية ديون مع جيم فوكس وارنر. يعاني إيميل من فشل شركته لخدمات الطيران، وكذلك فشل زواجه من فرانسوا، التي تلحق به في الفندق وتقيم علاقة عاطفية مع جيم.
يظهر على الساحة ربيب جيم المسمى تايجر جونز، ويظهر أيضاً مافيوسو المسن، الذي يبدو أنه في رحلة لا نهاية لها حول بهو الفندق برفقة فتاة صغيرة.

## استقبال الفيلم
منح موقع الطماطم الفاسدة الفيلم تقييم مقداره 91% بناء على آراء 11 ناقد فني.
كتب نيل لومبارد على موقع بلو راي Blu-Ray: «من الأفضل أن يتعامل المشاهد مع فيلم المحقق على أنه تجربة مصممة لإغراء وإثارة الفتنة من خلال السحر الفريد لأسلوب إخراج جان لوك جودار. لا توجد لحظة في هذا الفيلم تشعر وكأنها عابرة أو بدون تفكير. يجد جودار ومصوروه السينمائيين طريقة لجعل كل لحظة بأعلى مستوى من العناية والنتيجة النهائية هي لوحة سينمائية يمكن للمشاهدين تقديرها لصفاتها الفنية الدقيقة أثناء التفكير في ما تحاول قوله بالضبط. إنه بالتأكيد فيلم يبدو مفتوحًا للتأويل».
كتب جيم تيودور على موقع زيكي فيلم zeke film: «الفيلم أكثر إرباكًا من أي لغز يحاولون حله، في تعليقه الخاص بالمشهد، يشير مؤرخ الفيلم جيمس كوانت إلى أن المشروع استند في البداية إلى سيناريو مباشر إلى حد ما من تأليف آلان ساردي وفيليب سيتبون. كانت القائمة الشخصيات في الفيلم طويلة، ويبدو أنها مثالية لنهج جودار متعدد الأوجه. هكذا ذهب منطق المنتجين ساردي وكريستين غوزلان، الذي كان القصد منه هو ترسيخ» عودة«جودار إلى صناعة الأفلام القابلة للتطبيق تجاريًا».
كتب فرناندو ف كروس على موقع سيني باشون Cine Passion: «كونكورد سان لازار، هو فندق من الدرجة الأولى في مدينة من الدرجة الثانية، مجرد خلفية غير شفافة لمزيج من الأحداث. الفيلم من الأنواع المهددة بالانقراض، والمسارح مليئة بالمواد الإباحية وأشباح من الماضي السينمائي تظهر على شاشات التلفزيون».
كتب موقع اترنالتي تان Eternality Tan: «محاولة جودار مزج أنواع متعددة معًا في فيلم من النوع الغامض لا تؤدي بنا إلى أي مكان، وفي الواقع، ومن المفارقات أن الشخصيات هي ايضاً تبحث عن نوع من الاتجاه»، ومنح الفيلم نجمتين ونصف من أصل خمسة نجوم.

## وصلات خارجية
- المحقق على موقع IMDb (الإنجليزية)
- المحقق على موقع روتن توميتوز (الإنجليزية)
- المحقق على موقع نتفليكس (الإنجليزية)
- المحقق على موقع ألو سيني (الفرنسية)
- المحقق على موقع Turner Classic Movies (الإنجليزية)
- المحقق على موقع أول موفي (الإنجليزية)
- المحقق على موقع فيلمافينيتي (الإسبانية)
- المحقق على موقع قاعدة بيانات الأفلام السويدية (السويدية)
- المحقق على موقع قاعدة بيانات الفيلم (الإنجليزية)
- المحقق على موقع ليتربوكسد (الإنجليزية)